# Jean Sennep
Jean-Jacques Charles Pennès, dit Jean Sennep ou Jehan Sennep, né à Paris le 3 juin 1894 et mort à Saint-Germain-en-Laye (Yvelines) le 9 juillet 1982, est un dessinateur de presse et caricaturiste français.
Il est considéré comme un des plus grands illustrateurs de la presse française. Homme de droite ayant toujours clairement affiché son anti-communisme dans ses dessins, il a collaboré à de nombreux journaux, dont L'Action française, L'Écho de Paris, Candide, Aux écoutes, et Le Figaro.

## Biographie
Mobilisé lors de la Première Guerre mondiale, il sort profondément meurtri des tranchées et conservera une profonde aversion pour l’Allemagne. Dans l'après-guerre, il occupe quelque temps un emploi de bureau à la Compagnie du gaz, puis travaille comme journaliste au Matin et commence sa carrière de caricaturiste au Rire.
Il entre dans les années 1920 au quotidien l'Action française et y illustre plusieurs pamphlets anti-républicains de Léon Daudet. Son travail est cependant méprisé par Charles Maurras, qui décide de reléguer ses dessins à la dernière page. Il s'éloigne alors peu à peu de l'Action française, qu'il quittera définitivement en 1926. À partir de 1924, il s'engage particulièrement contre le Cartel des gauches au gouvernement et multiplie les collaborations (La Liberté, L'Écho de Paris et Candide). Les caricatures des personnalités de gauche qu'il dessine à cette époque sont particulièrement connues : « Aristide Briand est représenté en vieillard sénile et obstiné, qui trahit la France ; Édouard Herriot, dont l'embonpoint est gonflé à l’extrême, devient un vaniteux jusqu'à la mégalomanie ; Léon Blum est vu comme un personnage austère, si fragile et indécis que le dessinateur le représente fréquemment en femme. » En juin 1926, il prend la direction du Charivari, qu'il conserve une année.
Anticommuniste virulent, pourfendeur du Front populaire, Sennep n'en est pas moins hostile à l'Allemagne nazie et exprime son scepticisme à l'égard des Accords de Munich. De même, lorsque Cabrol, dessinateur de gauche, est attaqué par Hitler en raison d'une caricature parue dans un journal luxembourgeois, il soutient son confrère.
Ses sentiments profondément anti-allemands le conduisent à rejeter la collaboration et le régime de Vichy, pourtant soutenus par bon nombre de ses anciens confrères. Il continue néanmoins de publier dans Candide, journal pétainiste, tout en dessinant secrètement des caricatures anti-vichystes qui seront publiées à la Libération.
Immédiatement après la guerre paraît, dans un contexte de tentative de réconciliation nationale, un album de caricatures intitulé Histoire de France 1918-1938 donnant à part égales les pointes de vue de Sennep, le plus connu des caricaturistes de droite et de H.P. Gassier célèbre caricaturiste communiste.
Il participe brièvement au Canard enchaîné à la Libération et contribue aussi à l'hebdomadaire Action. Jusqu'à son départ à la retraite, en 1967, il est le dessinateur attitré du Figaro. Pendant plusieurs années et au moins jusqu'à la fin des années 1970, l'hebdomadaire Point de Vue - Images du Monde publie dans chaque numéro une caricature de Sennep.
Son style de caricature est très scolastique : précieux, au trait élégant, les caractéristiques des personnages sont exagérées à l'extrême ; les gros sont énormes, les maigres sont filiformes et les personnages (majoritairement des politiques) ont souvent des difformités qui rappellent leur fonction ou un fait d'actualité qui les touche. Aussi n'hésite-t-il pas, par exemple, à transformer en champignon nucléaire Jean-Jacques Servan-Schreiber pour se moquer de son combat contre les essais nucléaires français dans les années 1970.
Il a influencé beaucoup de caricaturistes, notamment Jean Effel et Jacques Faizant. Il est évoqué dans le 221e des 480 souvenirs cités par Georges Perec, dans son texte Je me souviens.

## Famille
Il est le frère du général Roger Jean Eugène Pennes (1883-1975).

## Publications

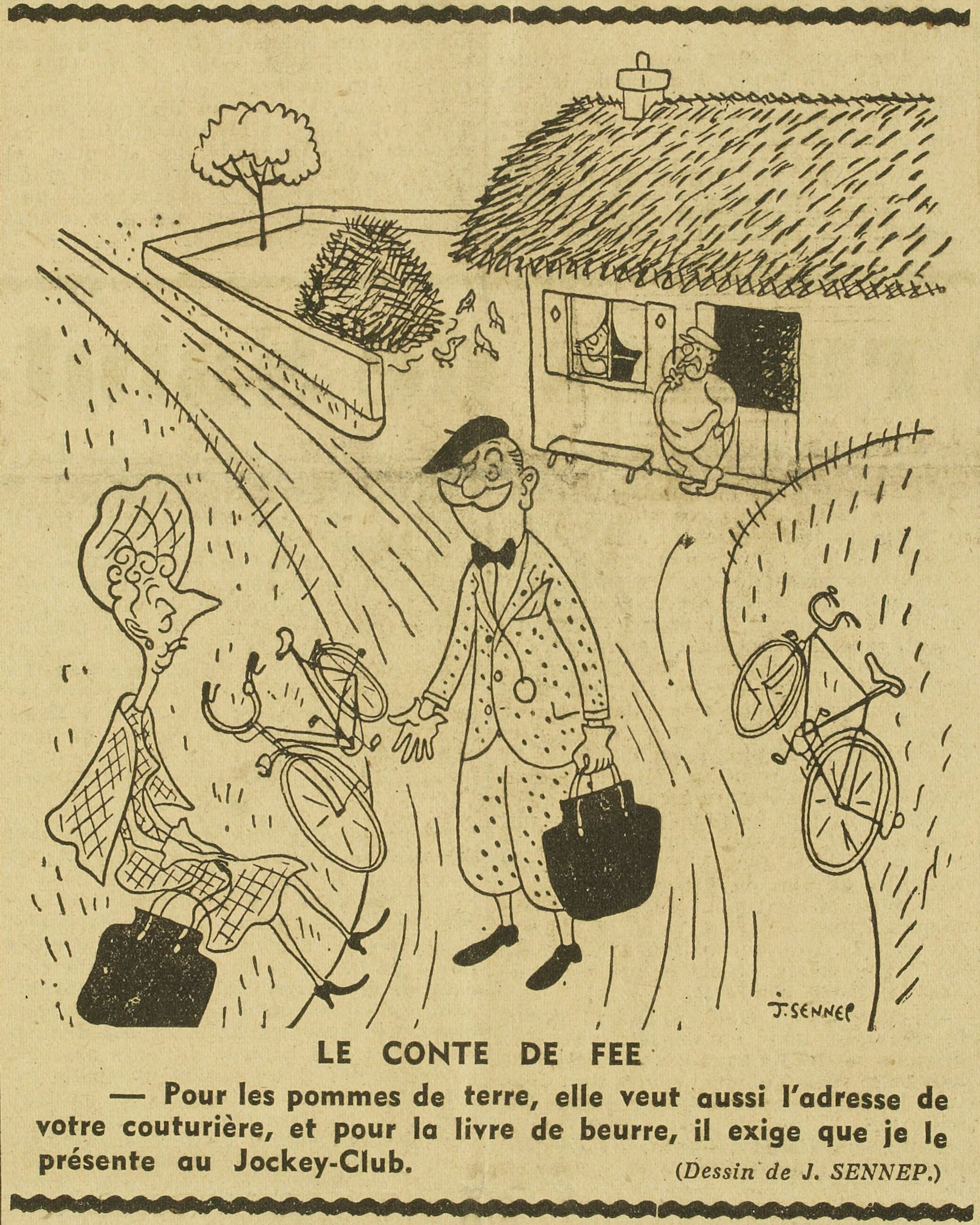
Dessin de Sennep paru dans Candide no 999 du 19 mai 1943.

- Cartel et Cie, caricatures inédites. Éditions Brossard, Paris, 1926
- " 20 fables de La Fontaine " illustrées par Jehan Sennep. Librairie de France, Paris, 1927
- Aux Grands Hommes ... Sennep reconnaissant. Album historique. Bossard 1927.
- A L'Abattoir les Cartellistes !!... Album souvenir des élections de 1928. Bossard, 1928
- Au bout du Quai. Grand Album de caricatures, cours abrégé d'histoire parlementaire. P. Bossard, 1929
- Termites Parlementaires. Éditions du Capitole, 1930
- Le Nain De Lorraine, Raymond Poincaré. Éditions du Capitole, 1930
- Le Palais de Police. Éditions du Capitole, Paris, 1931
- Le Milieu. Préface de René Benjamin. Floury, 1934
- Le Rire Livre de Comptes de Stavisky. 1934.
- Pierre, Édouard et Léon. (Pierre Laval, Édouard Herriot et Léon Blum). Album du nouveau cri, 1936
- Vichy. Monte Carlo, 1943
- Sennep. Coll. « Les Grands Humoristes » N 4. Préface de Léo Larguier. Monté Carlo, Art et Livre 1943
- Album Monte-Carlo, Éditions du Livre, 1943.
- La guerre en chemise noire. Paris et Toulouse, Chantal, 1945
- Dans L'Honneur Et La Dignité, Souvenirs De Vichy. Franc-Tireur, 1945
- Départ à zéro (la naissance de la IVe République). Bordas, 1947
- De Vincent à René. Paris, Robert Laffont, 1954
- La Naissance de l'Europe, Satirix, 1971.
- L’art d’après-demain. Satirix, 1972.